# Det går för långsamt
"Det går för långsamt" är en låt som framfördes av Mimi Oh i Melodifestivalen 2012. Låten slutade på 8 plats i sin deltälvling.
Låten skrevs av Anton Malmberg Hård af Segerstad och Niclas Lundin.